# Eschach (Buchenberg)
Eschach (mundartlich: Eschach, Escha) ist ein Gemeindeteil des Markt Buchenberg im bayerisch-schwäbischen Landkreis Oberallgäu.

## Geographie

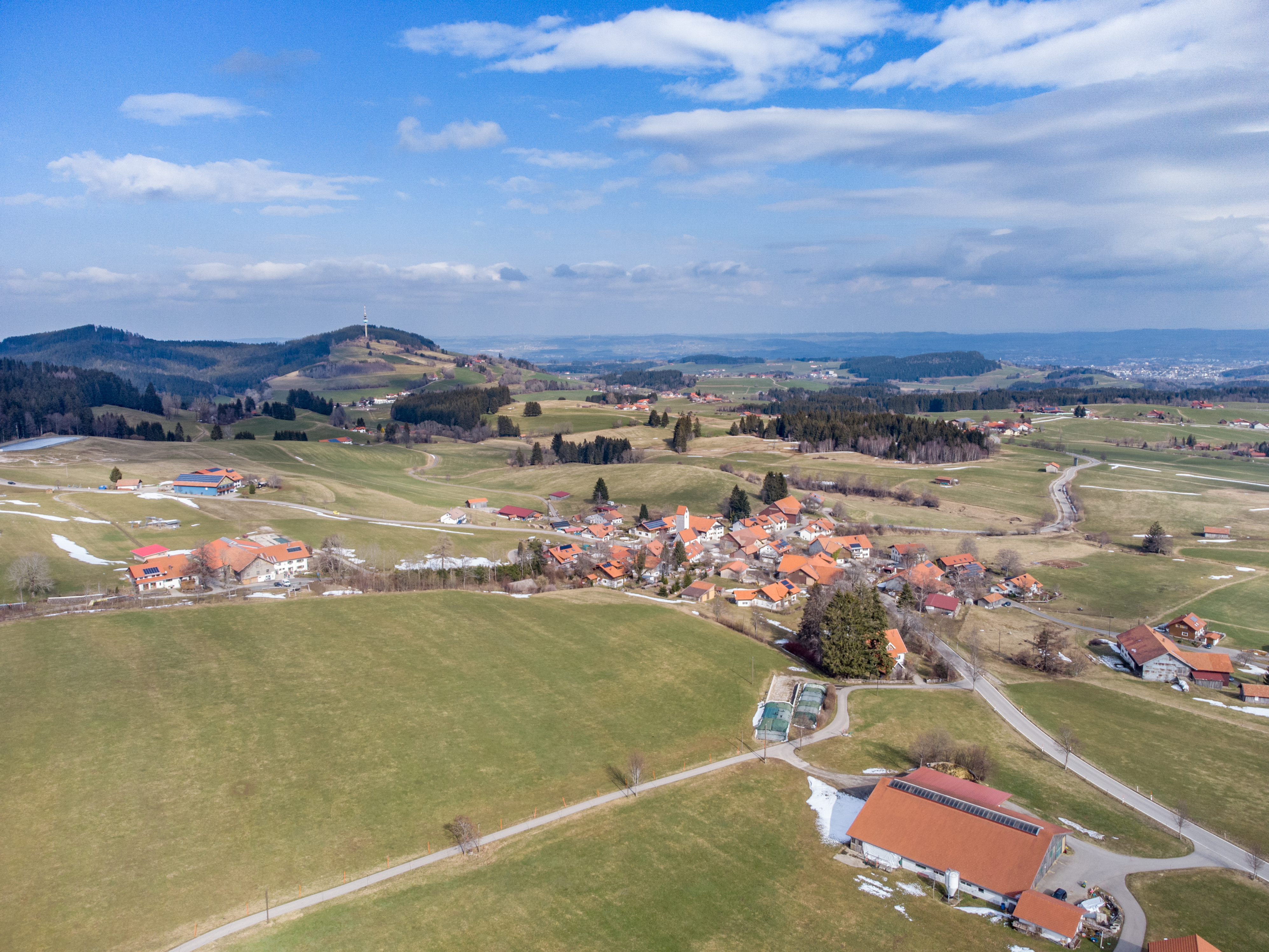
Eschach

Das Kirchdorf liegt circa drei Kilometer nordwestlich von Buchenberg. Der Ort liegt am Rand des Buchenberger Walds in der Adelegg, unterhalb des Ursersbergs. Südwestlich von Eschach befinden sich der Eschacher Weiher und das Quellgebiet der Eschach.

## Ortsname
Der Ortsname setzt sich aus den mittelhochdeutschen Worten -ǟhe als Suffix und esche für Esche zusammen und bedeutet somit (Siedlung am) Eschengehölz. Eine andere Theorie geht vom Gewässernamen Eschahe aus, was (Siedlung an der) Eschach bedeuten würde.

## Geschichte

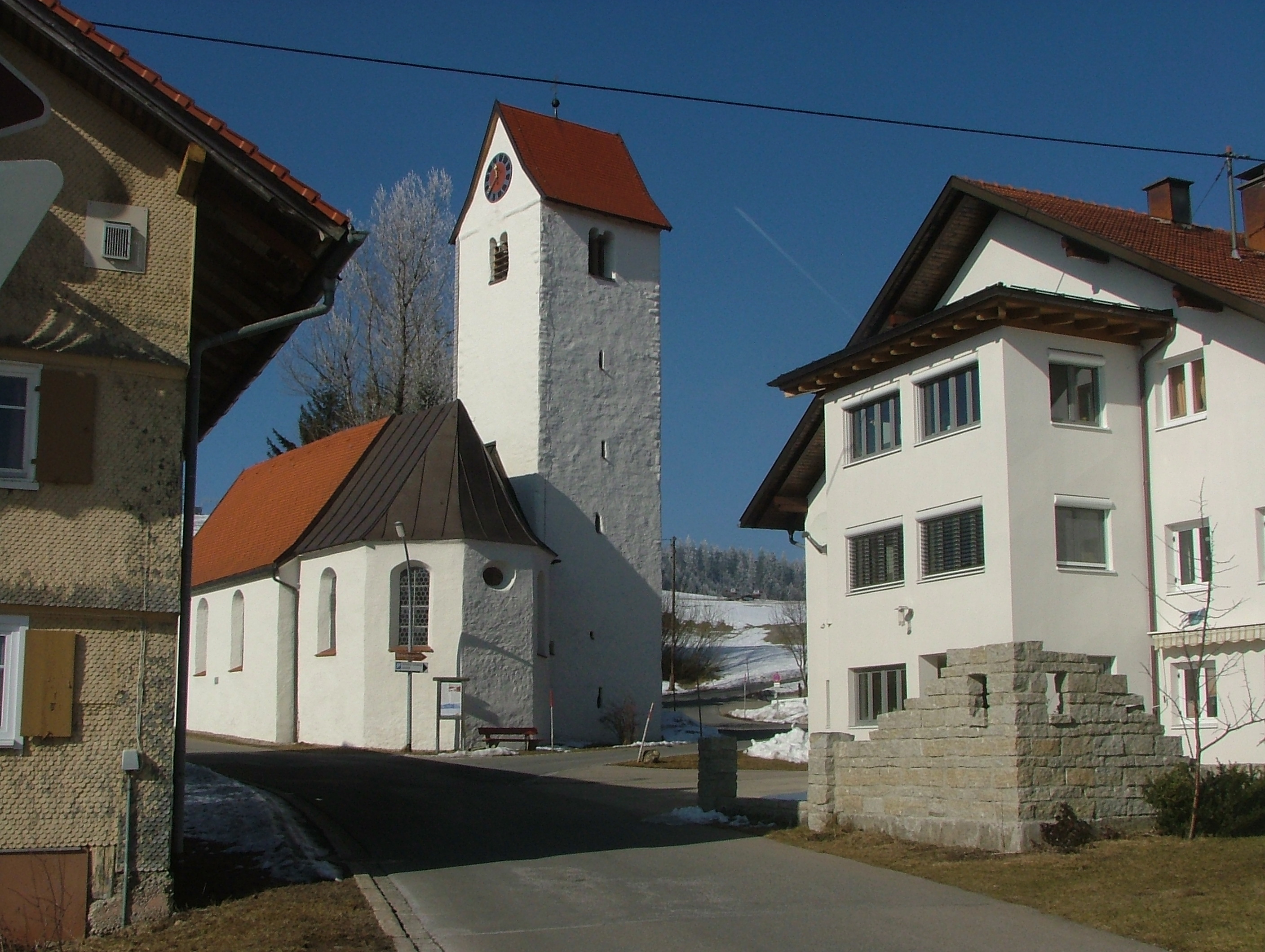
St. Sylvester

Eschach wurde erstmals urkundlich im Jahr 1394 als Äschach erwähnt, als sich ein Maierhof und elf weitere Höfe im Ort befanden. Da der Ort schon früh Dorfcharakter aufweist, könnte er durch sächsische Zwangssiedler entstanden sein, die bei der Rodung des Eschacher Wald tätig waren. Ab 1418 trat die Schreibweise Eschach auf. Im 15. oder 16. Jahrhundert wurde die Katholische Filialkirche St. Sylvester in Eschach erbaut. 1710 fand die Vereinödung Eschachs statt, bei der die Orte Eschach vor und hinter Einöde entstanden. Der Wald war 1394 im Besitz der Klöster Isny und Kempten sowie ab 1605 zum Teil im Besitz des Reichstruchsessen von Waldburg und der Stadt Ulm.

## Baudenkmäler
- Siehe: Liste der Baudenkmäler in Eschach

## Persönlichkeiten
- Hubert Metz (* 1949), Bodybuilder